# Санта-Кроче-ін-Джерусалемме

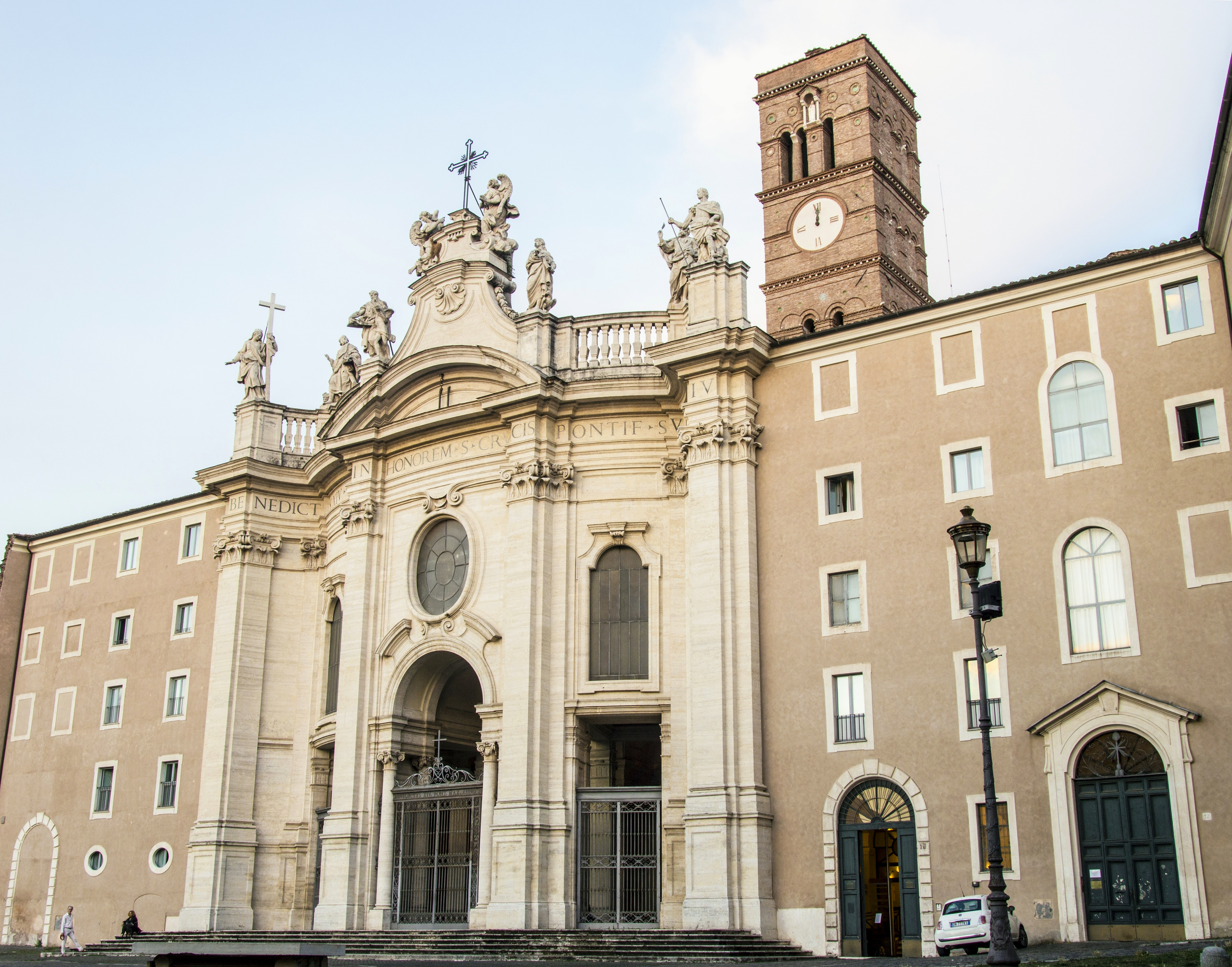
Церква Святого Хреста в Єрусалимі

Санта-Кроче-ін-Джерусалемме, або Базиліка Святого Хреста в Єрусалимі (лат. Basilica Sanctae Crucis in Hierusalem) — одна із семи паломницьких церков Риму, розташована на південь від Латерана біля Стіни Авреліана. З 1910 року церквою опікується згромадження цистерціанців — італ. San Bernardo d'Italia. Зберігає виявлені 1492 року замурованими в стіну залишки Животворящого Хреста. Зараз вони виставлені у релікварії.

## Історія й опис
Церква побудована папою Луцієм II (1144–1145) на місці базиліки Олени (Basilica Heleniana), яку було вбудовано за бажанням імператриці св. Олени в головний зал її палацу Sessorianum (будувався в 180-211).
Liber Pontificalis приписує її спорудження Константину Великому, але історики не виключають можливість того, що імператриця Олена сама була ініціатором перебудови її палацу. Окремі кімнати палацу були звернені в каплиці. Свого нинішнього вигляду бароковий храм набув у XVII–XVIII століттях, остаточно при Бенедикті XIV, який проклав вулиці від базиліки в Латерано до Санта Марія Маджоре. В інтер'єрі базиліки є цікаві фрески Мелоццо да Форлі. Рубенс написав для Санта Кроче три вівтарні картини, які нині перебувають у Грассе в Нотр-Дам-дю-Пюі.
На даху церкви стоїть статуя св. Олени з хрестом (з краю лівої сторони) та її сина Константина (з краю правої сторони). Всередині церкви також збереглися вісім античних колон у первинному вигляді, інші оброблені штукатуркою у бароковому стилі. Збереглася підлога у стилі косматеско з XII століття та фреска абсиди 1490 року, приписана Антіонаццо Романо, на якій зображено віднайдення Животворящого Хреста та Ісуса Христа.

## Титулярна церква
Базиліка Святого Хреста в Єрусалимі є титулярною церквою, кардиналом-священником з титулом церкви Святого Хреста в Єрусалимі з 28 червня 2017 року є іспанський кардинал, архієпископ Барселони, Хуан Хосе Омелья Омелья.

## Галерея

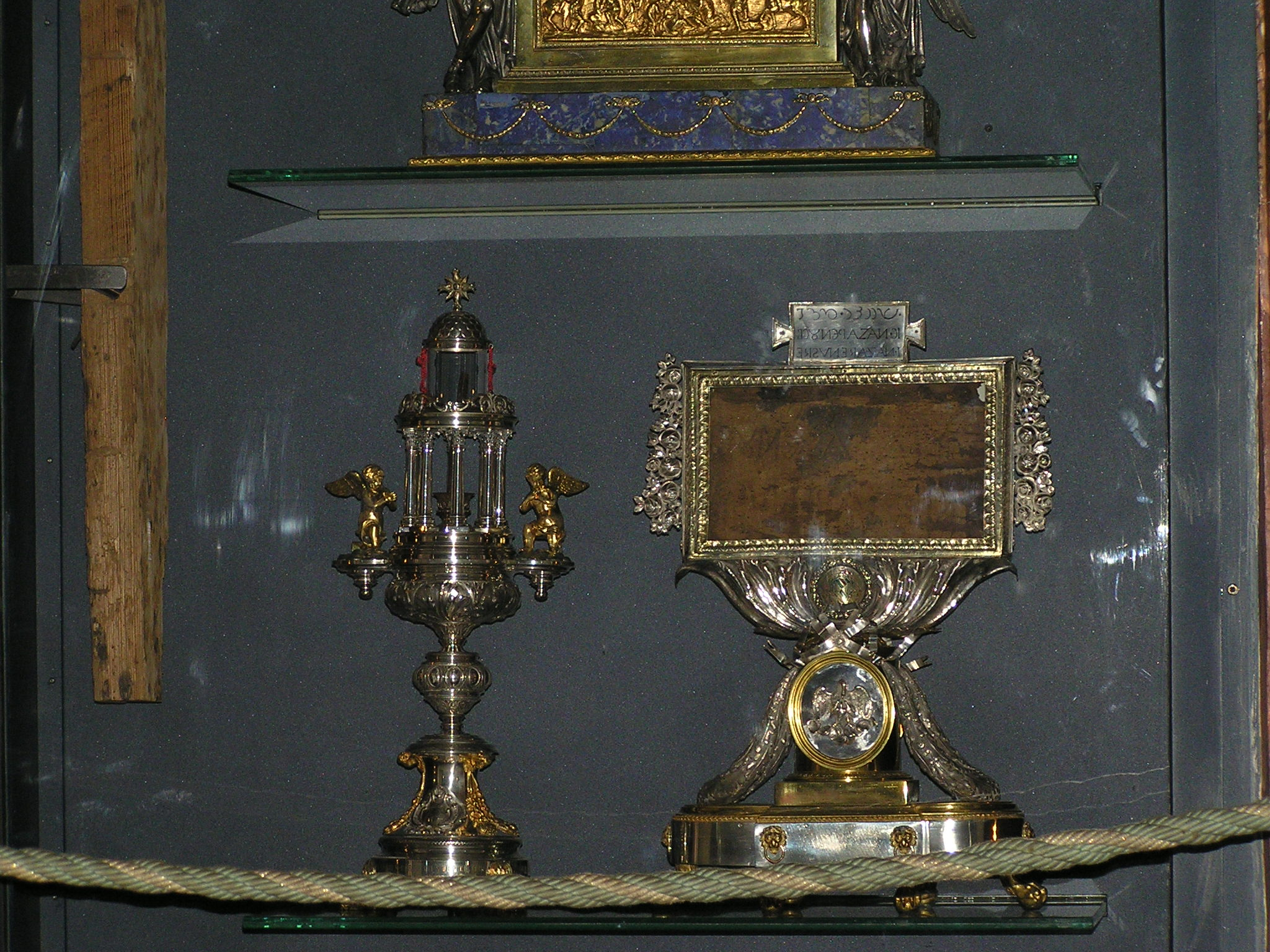
Релікварій у церкві. Табличка, яка була прибита до розп'яття Ісуса Христа з надписом Понтія Пілата
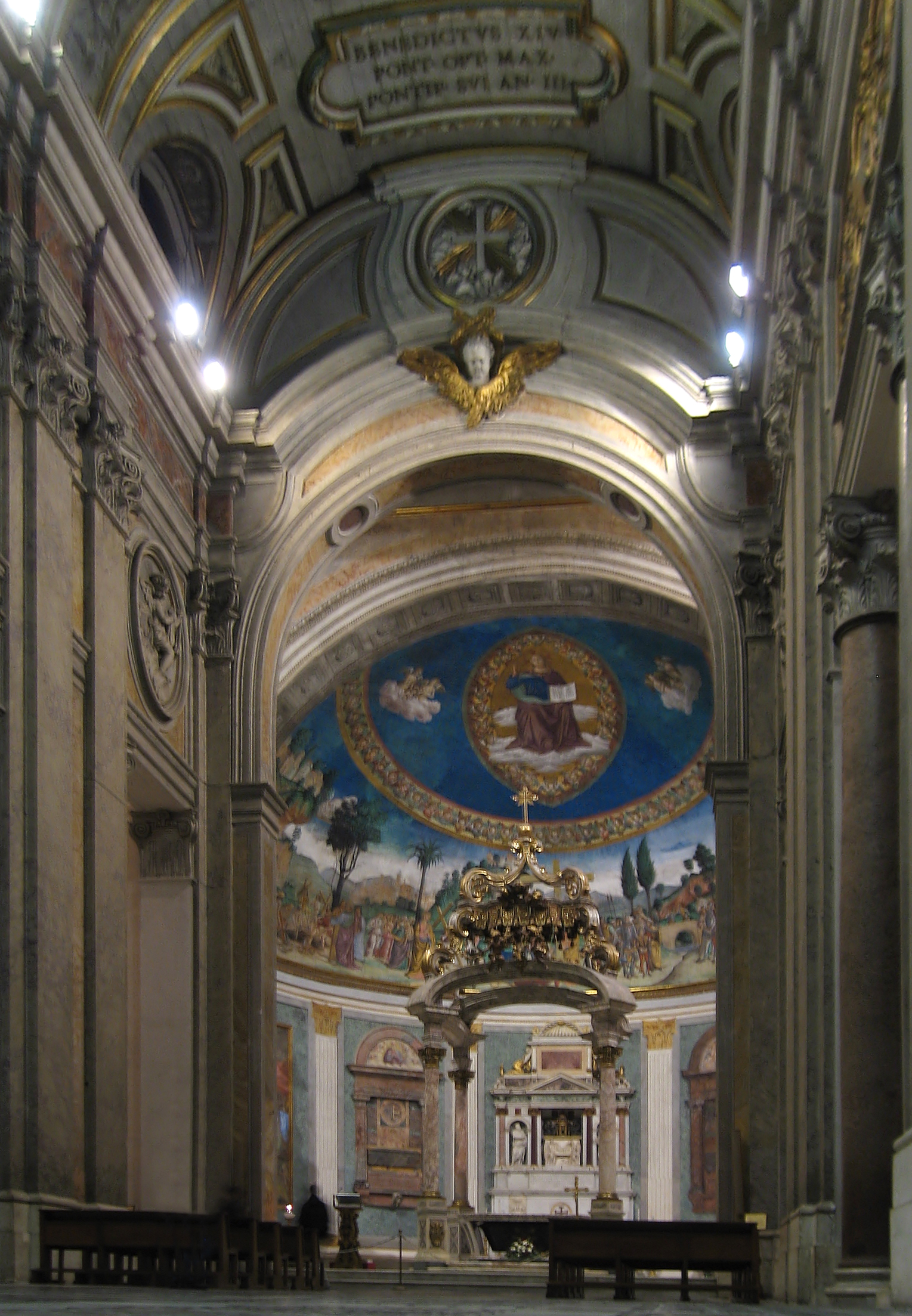
Абсида
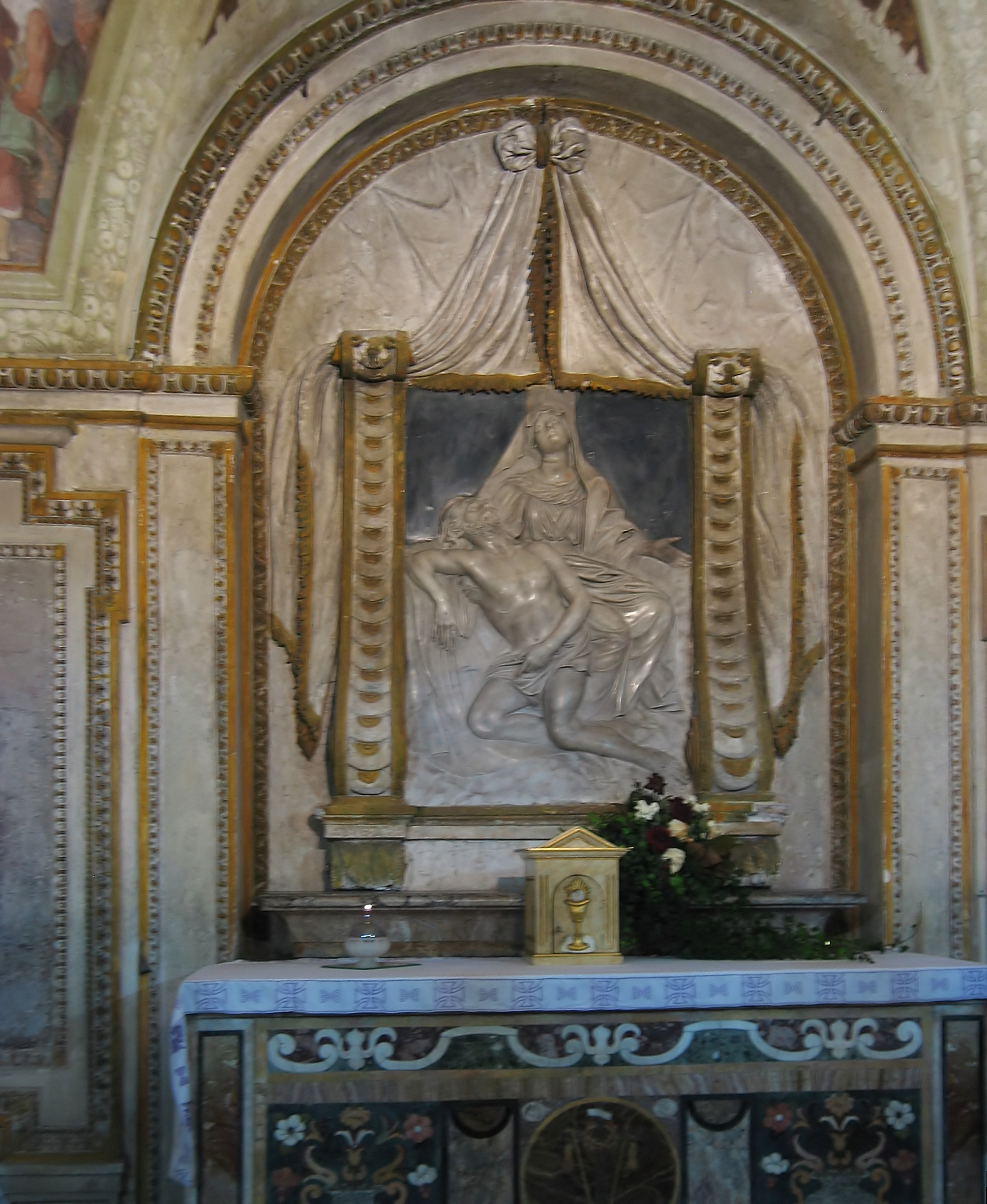
Пієта над вівтарем
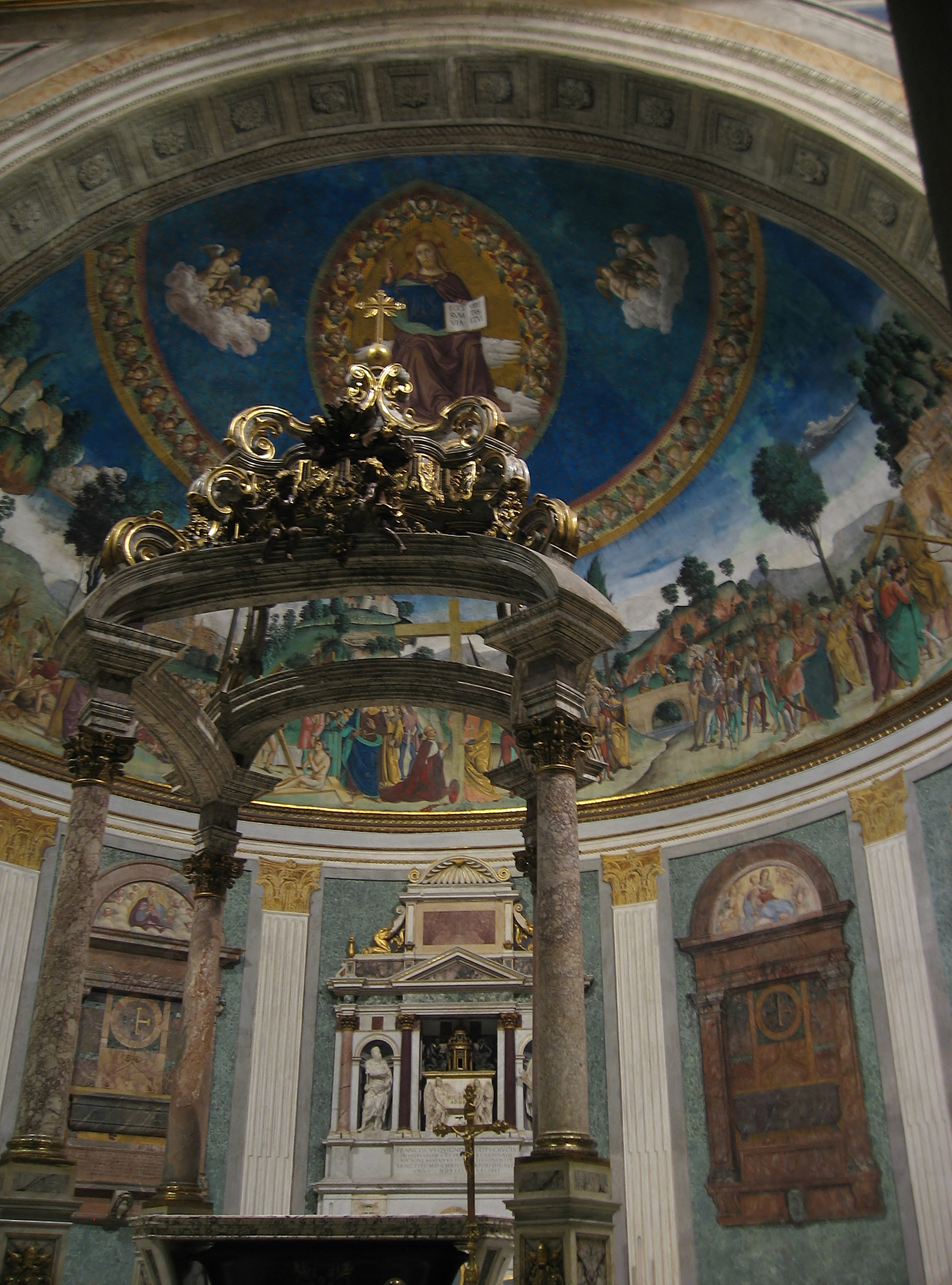
Абсида з фрескою
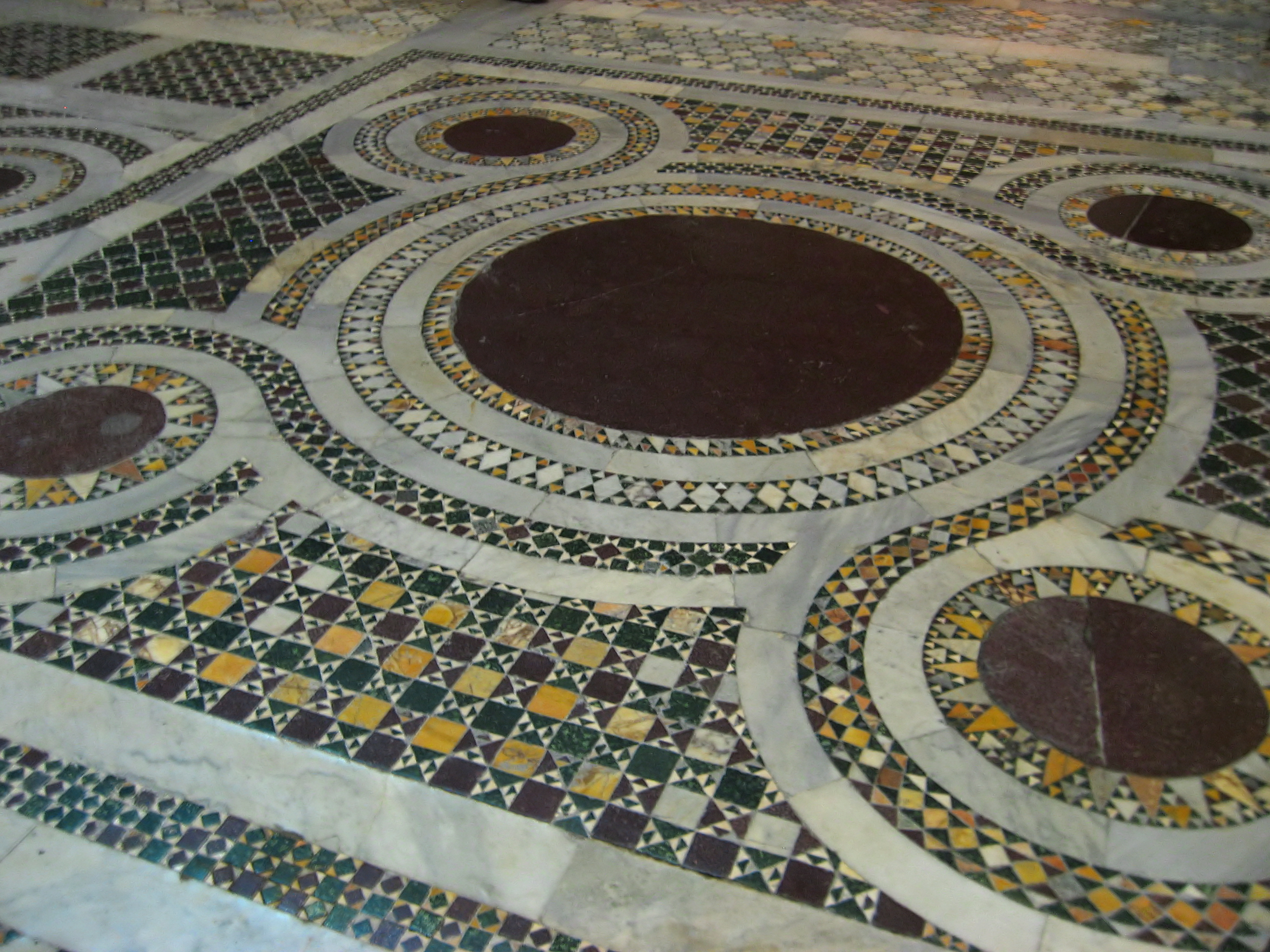
Підлога з мозаїкою в стилі косматеско